# Tallsjön, Jämtland
Tallsjön är en sjö i Krokoms kommun i Jämtland och ingår i Indalsälvens huvudavrinningsområde. Sjön har en area på 0,515 kvadratkilometer och ligger 378,2 meter över havet. Sjön avvattnas av vattendraget Kläppibäcken.

## Delavrinningsområde
Tallsjön ingår i det delavrinningsområde (709437-140775) som SMHI kallar för Utloppet av Tallsjön. Medelhöjden är 507 meter över havet och ytan är 6,41 kvadratkilometer. Det finns ett avrinningsområde uppströms, och räknas det in blir den ackumulerade arean 32,91 kvadratkilometer. Kläppibäcken som avvattnar avrinningsområdet har biflödesordning 4, vilket innebär att vattnet flödar genom totalt 4 vattendrag innan det når havet efter 304 kilometer. Avrinningsområdet består mestadels av skog (85 procent). Avrinningsområdet har 0,52 kvadratkilometer vattenytor vilket ger det en sjöprocent på 8 procent.